# Joe Somebody
Joe Somebody es una película de 2001 escrita por John Scott Shepherd y dirigida por John Pasquin. Está protagonizada por Tim Allen y por Julie Bowen, Kelly Lynch, Greg Germann, Hayden Panettiere, Patrick Warburton y Jim Belushi.
El guionista John Scott Shepherd escribió el guion basado en las experiencias en su trabajo.
Aunque se le había ofrecido a Jim Carrey, el papel de Joe Scheffer fue finalmente interpretado por Allen. 
La película fue lanzada en Estados Unidos el 7 de diciembre de 2001. Producida con un presupuesto de $38 millones, obtuvo una recaudación de $24.5 millones.

## Sinopsis
Joe Scheffer es un padre soltero recientemente divorciado, y un talentoso especialista audiovisual en STARKe Pharmaceuticals. Un día, Joe entra al estacionamiento del trabajo y encuentra a su compañero de trabajo Mark McKinney estacionando en un lugar reservado para aquellos que han trabajado para la empresa durante diez años. Sin embargo, McKinney solo ha trabajado allí durante siete años. Cuando Joe confronta a McKinney por esto, McKinney lo ataca frente a su pequeña hija Natalie.
Joe cae en un estado de autocompasión hasta que Meg Harper, la Coordinadora de Bienestar de STARKe, accidentalmente enciende un fusible en él cuando, en un ataque de frustración, le pregunta a Joe: "¿Qué quieres?" Joe de repente se pone en acción por esta pregunta y decide que quiere una revancha para recuperar su dignidad y autoestima, que sintió que McKinney le arrebató.
Después de desafiar a McKinney, Joe comienza a volverse muy popular en la oficina por su valentía. Meg y Natalie, sin embargo, no creen que pelear contra McKinney vaya a resolver algo, y ambas intentan decírselo a Joe, sin éxito. Joe busca la ayuda de una ex-estrella de películas serie B, convertida en instructor de artes marciales llamado Chuck Scarett, para que le enseñe a defenderse. Las cosas finalmente parecen ir bien para Joe, ya que ha comenzado a ver a Meg e incluso ha recibido un ascenso en el trabajo que esperaba. Cuando Meg se da cuenta de que Jeremy, un colega con el que trabaja estrechamente para la empresa (que también se siente atraído por ella), solo le dio a Joe un puesto inexistente en la oficina para evitar que demande a la empresa, ella renuncia por temor a que algún día podría tener que degradar o incluso despedir a Joe. Meg vuelve a intentar persuadir a Joe de que no pelee con McKinney y finalmente le da un ultimátum: si no cancela la pelea con McKinney, su relación habrá terminado.
El día de la pelea, Joe llega hasta la escuela donde se llevará a cabo la misma. Sin embargo, finalmente se da cuenta de que sería inmaduro pelear y que no valdría la pena el precio que tendría que pagar. Cuando Joe le dice a McKinney y a sus otros compañeros de trabajo que se cancela la pelea, McKinney le ofrece una disculpa, que Joe acepta. Joe luego va y se reconcilia con Meg por no entender su razonamiento antes.

## Elenco
- Tim Allen como Joe Scheffer.
- Julie Bowen como Meg Harper.
- Kelly Lynch como Callie Scheffer.
- Greg Germann como Jeremy.
- Hayden Panettiere como Natalie Scheffer.
- Patrick Warburton como Mark McKinney.
- Jim Belushi como Chuck Scarett.
- Ken Marino como Rick Raglow.
- Wolfgang Bodison como Cade Raymond.
- Cristi Conaway como Abby Manheim.
- Robert Joy como Pat Chilcutt.
- Tina Lifford como Cassandra Taylor.